# Tyflopedie
Tyflopedie (z řeckého tyflos = slepý, paideia = výchova) je obor speciální pedagogiky, který se zabývá výchovou, vzděláváním a rozvojem osob se zrakovým postižením. Jako synonyma se užívají i další názvy, a to oftalmopedie (z řeckého oftalmos = oko, paideia = výchova) a speciální pedagogika osob se zrakovým postižením, avšak ani tyflopedie, ani oftalmopedie, úplně nepostihují šíři tohoto oboru speciální pedagogiky. „Tyflo-“ předurčuje zaměření na slepé jedince a „oftalmo-“ na medicínskou část problematiky (v tomto kontextu se užívala i označení „okulopedie“ nebo „optopedie“). Poslední uvedený termín „speciální pedagogika osob se zrakovým postižením“ definuje nejpřesněji tento obor, byť se vymyká zažitému dělení speciálních pedagogik (logopedie, somatopedie, psychopedie, etopedie, surdopedie, tyflopedie).

## Cíl tyflopedie
Cílem tyflopedie je maximálně možný rozvoj postiženého jedince, kterého je možné dosáhnout zajištěním vhodných podmínek vzdělávání, přípravou na výkon povolání, pracovního zařazení a tím i dosažení plnohodnotného společenského uplatnění.

## Předmět zkoumání
Tyflopedie zkoumá, za jakých podmínek a při použití jakých zásad, metod a organizačních forem lze dosáhnout uvedeného cíle. To vše s přihlédnutím ke zvláštnostem duševního i fyzického vývoje konkrétního jedince a s ohledem na míru omezení v důsledku zrakové vady.

## Postavení tyflopedie v soustavě věd
Tyflopedie využívá poznatků především z těchto vědních oborů:
- medicína: oftalmologie, neurologie, psychiatrie, pediatrie
- přírodní vědy: optika, akustika, kybernetika
- společenské vědy: pedagogika, psychologie, filosofie

## Členění tyflopedie
Nejčastější členění je podle věkové skupiny na:
- tyflopedii raného věku,
- tyflopedii předškolního věku,
- tyflopedii školního věku,
- tyfloandragogiku a
- tyflogerontagogiku.

Podle úrovně postižení zraku členíme na:
- speciální pedagogiku nevidomých (přesný význam slova tyflopedie),
- speciální pedagogiku osob se zbytky zraku,
- speciální pedagogiku slabozrakých,
- speciální pedagogiku osob s poruchami binokulárního vidění.